# Imperi Suec
L'Imperi Suec fa referència al control territorial que exercí Regne de Suècia sobre gran part de la Regió bàltica durant el segle xvii i principis del xviii, un període durant el qual Suècia fou una de les grans potències europees. Com a inici de l'Imperi se sol prendre el regnat de Gustau II Adolf, el qual ascendí al tron el 1611, i com el final la pèrdua de territoris arran de la derrota a la Gran Guerra del Nord el 1721. En suec, el període és anomenat stormaktstiden, traduït literalment "l'era de la gran potència".
Després de la mort de Gustau II Adolf el 1632, l'imperi fou, durant llargs períodes, controlats per part de l'alta noblesa, la més prominent de les quals fou la família Oxenstierna, actuant com a tutors de monarques menors d'edat. Els interessos de l'alta noblesa contrastaven amb la política d'uniformitat tradicional de la monarquia sueca que promovia una igualtat d'estatus entre els diferents estats (noblesa, clergat, burgesos i camperols). En els territoris adquirits durant els períodes de govern de facto nobiliari, la servitud no fou abolida, i la noblesa s'apropià de terres de la corona. La Gran Reducció de 1680 posà final a aquestes tendències i obligà al retorn de les terres al patrimoni reial. La servitud, no obstant això, romangué amb força a molts dels territoris adquirits al Sacre Imperi Romanogermànic i a l'Estònia Sueca, on l'aplicació de la uniformitat política fou obstaculitzada pels tractats signats durant la seva annexió.
Després de les victòries a la Guerra dels Trenta Anys, el clímax de la stormaktstiden s'aconseguí durant la Segona Guerra del Nord, quan el principal adversari dels suecs, Dinamarca, fou neutralitzada en el Tractat de Roskilde de 1658. No obstant això, en el curs posterior de la guerra, així com en la Guerra d'Escània, Suècia només pogué mantenir el seu imperi gràcies al suport del seu màxim aliat, el Regne de França. Carles XI de Suècia consolidà l'imperi i assegurà un període de pau, abans que el Tsarat Rus, Electorat de Saxònia i Dinamarca-Noruega efectuessin un atac conjunt contra el seu successor, Carles XII. Després d'un seguit de victòries inicials sueques, Carles va aconseguir assegurar per darrer cop l'imperi amb el Tractat de Traventhal (1700) i el Tractat d'Altranstädt (1706), després de la batalla de Poltava (1709) portà la stormaktstiden sueca a un abrupte final.

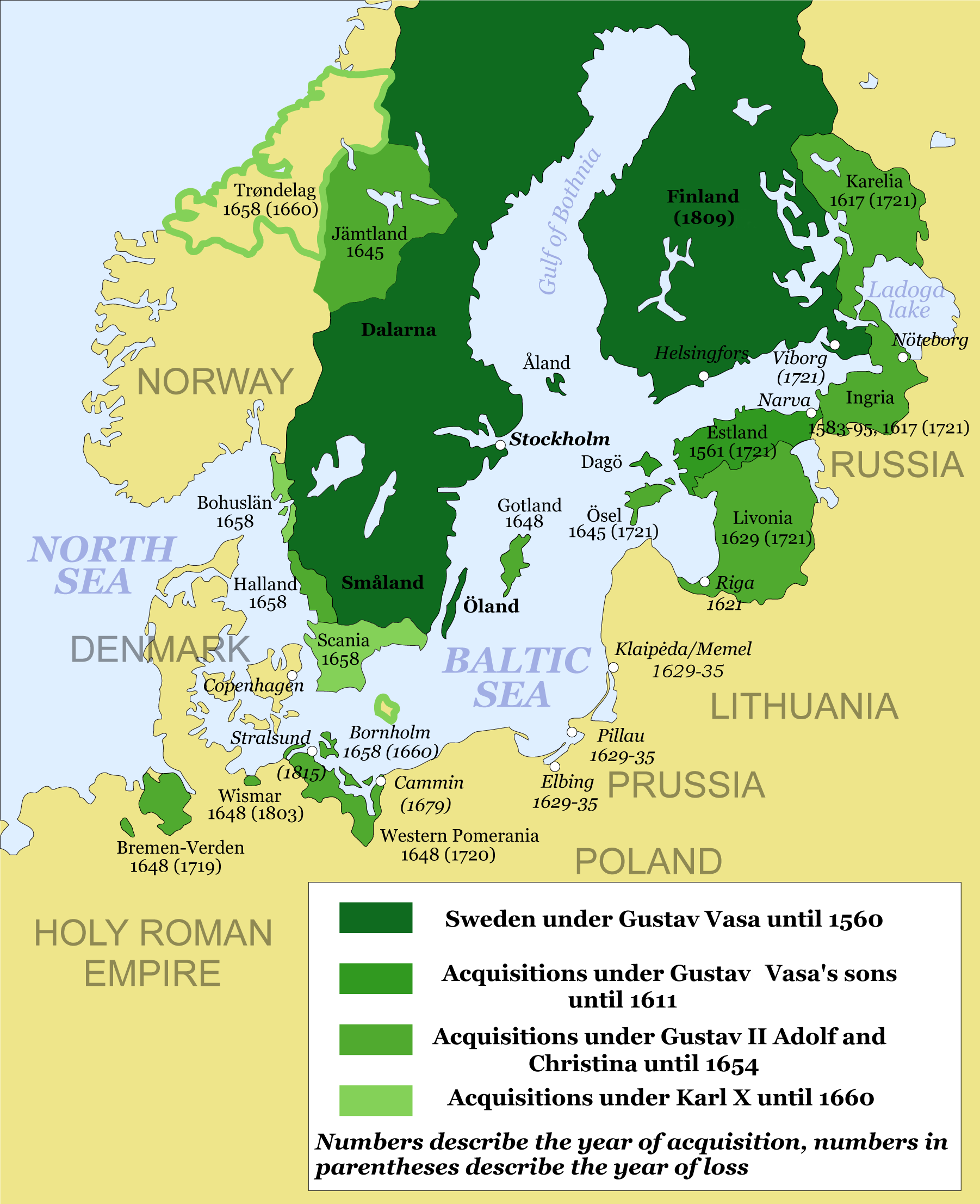
Expansió de l'Imperi suec entre 1560 i 1815

## Ascens de Suècia com a gran potència
Suècia ascendí com una gran potència europea a les ordres d'Axel Oxenstierna i el rei Gustau II Adolf. Com a conseqüència de les noves adquisicions territorials sueques, a costa del Tsar de Rússia i la Confederació de Polònia i Lituània, així com amb la seva participació en la Guerra dels Trenta Anys, convertiren a Suècia en el líder del protestantisme.
Durant la Guerra dels Trenta Anys, Suècia aconseguí conquerir aproximadament la meitat dels estats membres del Sacre Imperi Romanogermànic. La fortuna de la guerra feu que els suecs avancessin i retrocedissin; després de la Batalla de Nördlingen, el suport de Suècia en les províncies alemanyes caigué, i diverses d'aquestes províncies s'escaparen del control suec, conservant els suecs només dues províncies al nord d'Alemanya, Després de la intervenció francesa al costat de Suècia, la fortuna canvià de nou. La guerra es tornà més cruel; i quan acabà, havia afectat greument a la població dels estats alemanys. Encara que no existeixen estimacions exactes de la població, els historiadors calculen que un terç de la població del Sacre Imperi hauria mort com a resultat de la guerra.

### La Pau de Westfàlia
Al final de la Guerra dels Trenta Anys, la Pau de Westfàlia el 1648 garantí contrapartides a Suècia en concepte de reparacions de guerra. Suècia demanà Silèsia, Pomerània que controlava des del Tractat de Stettin de 1630, una indemnització de guerra de 20.000.000 riksdaler i un vot a la Dieta Imperial.
Gràcies als esforços de Joan Oxenstierna i Joan Adler Salvius els suecs obtingueren:
- Pomerània Sueca, la part sueca de l'antic Ducat de Pomerània des del Tractat de Stettin (1653), formada per
  - Pomerània Occidental, amb les illes de Rügen, Usedom i Wollin, així com les ciutats de Stettin, Greifswald, i Stralsund;
  - una franja de la Pomerània Oriental a la riba dreta de l'Oder, incloent les ciutats de Damm i Gollnow, amb drets successoris sobre la resta de la Pomerània Oriental en cas de l'extinció de la Dinastia dels Hohenzollern a Brandenburg;
- la ciutat de Wismar, amb els districtes de Pod i Neukloster;
- els bisbats secularitzats de Bremen-Verden, amb la ciutat de Wildeshausen;
- 5.000.000 de Riksdaler.

Aquestes possessions a Alemanya foren mantingudes com a feus del Sacre Imperi Romanogermànic, mantenint el seu vot a la Dieta Imperial, i li permeté "dirigir" la Circumscripció de la Baixa Saxònia alternant-se amb Brandenburg. França i Suècia, per altra banda, es convertiren en garants del tractat amb l'Emperador del Sacre Imperi i se'ls confià el compliment de les seves disposicions, com fou decretat pel congrés general de Nuremberg el 1650.
Després de les paus de Brömsebro i Westfàlia, Suècia fou el tercer estat més gran d'Europa per extensió geogràfica, només superat pel Tsarat Rus i l'Imperi Espanyol. Suècia aconseguí la seva màxima extensió territorial durant el regnat de Carles X Gustau després del Tractat de Roskilde.

## Dominis de Suècia

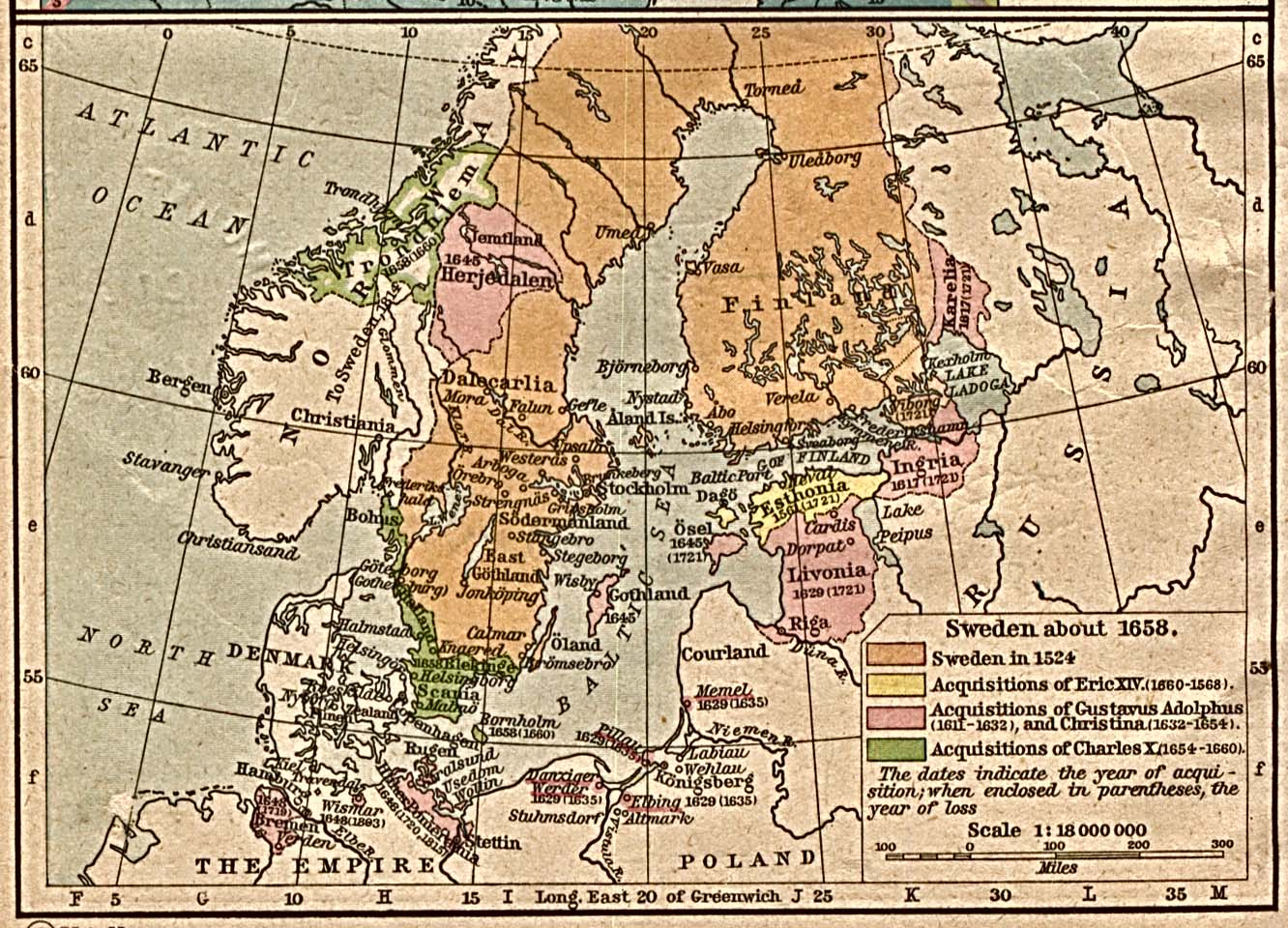
Possessions sueques el 1658. L'any entre parèntesis indicà l'any d'ocupació o pèrdua d'un territori

Com a resultat de divuit anys de guerra, Suècia guanyà un seguit de petites i fragmentades possessions, però s'assegurà el control dels tres principals rius al nord d'Alemanya - l'Oder, l'Elba i el Weser - i aconseguiren els drets de peatge d'aquestes importants artèries comercials. Les dues principals raons de les petites reparacions de guerra foren la gelosia de França i la impaciència de Cristina de Suècia. Com a resultat de la intervenció sueca, es consolidà la llibertat religiosa a Europa pels protestants, convertint-se en el principal poder continental protestant durant 90 anys. L'ascensió de Suècia al ranc de potència imperial requerí que es convertís en una monarquia militarista, armada i preparada per a qualsevol emergència. La pobresa de Suècia i la seva escassa població dificultaren el manteniment de l'estatus imperial. No obstant això, a mitjans del segle xvii, amb França com una ferma aliada, la incompatibilitat entre el seu poder real i les seves pretensions no era tan òbvia.

## Consolidació interna

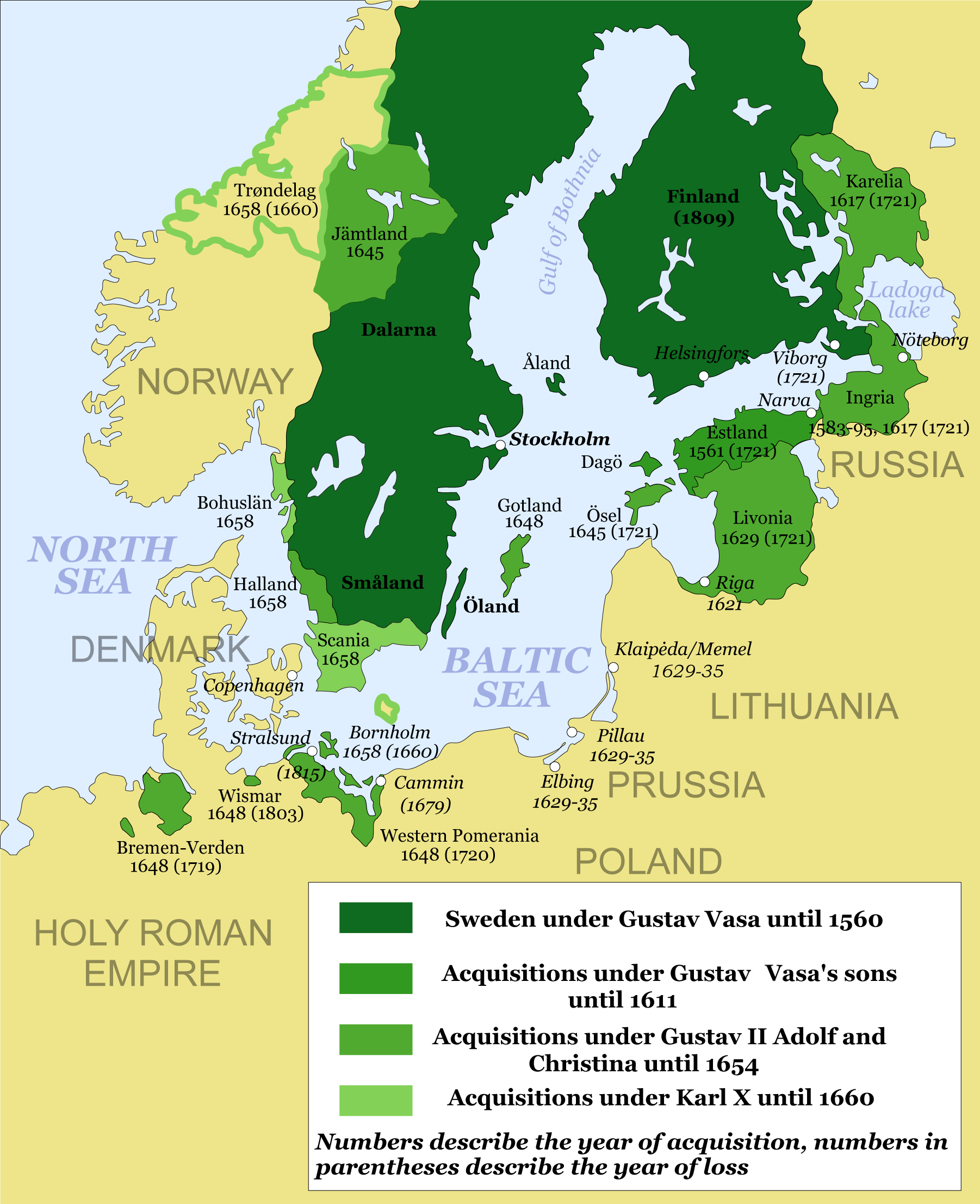
El desenvolupament de Suècia i el seu imperi de 1560 a 1815

De moment, Suècia mantingué una tènue posició de lideratge. Una política acurada podia comportar el domini permanent de les costes del Bàltic, però el marge per l'error era escàs. Desafortunadament, l'extravagància dels successors immediats de Gustau Adolf, Cristina de Suècia i Carles X Gustau, causà grans dificultats al nou imperi.
L'extravagància financera de Cristina gairebé portà a l'estat suec a la bancarrota, i les dificultats financeres es feren evidents. Els suecs temien que l'artificial grandesa del seu país podia costar-los les seves llibertats civils i polítiques. Els suecs buscaren un nou monarca per redreçar el problema que representava l'excessiu poder de la noblesa.
Carles X Gustau exercí un fort arbitratge entre el poble i la noblesa. Sent bàsicament un soldat, dirigí les seves ambicions envers la glòria miliar; però ell també fou un polític extremadament perspicaç. Si bé posa un gran èmfasi en el poder militar, també entengué que la unitat interna era necessària per dur a terme una política exterior de gran abast.
La qüestió interna més important a afrontar era la Reduktion, o la restitució de les terres alienades a la corona. Al Riksdag dels Estats de 1655, el rei proposà als nobles que eren titulars de terres de la corona: 1) pagar una suma anual de 200.000 Riksdaler, o 2) lliurar una quarta part de la propietat, amb un valor d'uns 800,000 Riksdalers. Els nobles volien esquivar els tributs i establiren que el 6 de novembre de 1632, dia de la mort de Gustau Adolf, era la data límit per cobrar imposts retroactius, i que no hi hauria cap altra restitució dels béns alienats a la corona. Contra això, les petites propietats amb un càrrega impositiva excessiva protestaren, i la Dieta s'hagué de suspendre. El rei proposà la creació d'un comitè especial per investigar el tema, abans de la reunió del proper Riksdag, i que una contribució proporcional havia de ser cobrada a totes les classes. Ambdós grups acceptaren aquesta proposta.
Carles Gustau feu tot el possible per corregir les extravagàncies financeres de Cristina. No obstant això, els seus propis desitjos de glòria militar podien haver causat problemes al seu propi país. En tres dies, persuadí els Riksdag dels Estats diferents estats dels beneficis d'atacar la Confederació de Polònia i Lituània. No obstant això, quan deixà Estocolm per marxar contra Varsòvia, el 10 de juliol de 1654, ho feu més per glòria personal que per afavorir els interessos nacionals. La Guerra polonesosueca s'estengué a la resta d'Europa donant lloc a la Segona Guerra del Nord. Carles Gustau aconseguí el control del Gran Belt i triomfà, però morí d'esgotament. Immediatament després de la seva mort, es formà un consell de regència per governar Suècia durant la minoria d'edat del seu únic fill i successor, Carles XI de Suècia, el qual només tenia quatre anys. El consell de regència s'afanyà a signar la pau amb els nombrosos enemics de Suècia, entre els quals hi havia el Tsarat Rus, la Confederació de Polònia i Lituània, l'Electorat de Brandenburg i Dinamarca-Noruega.

## El Tractat d'Oliva

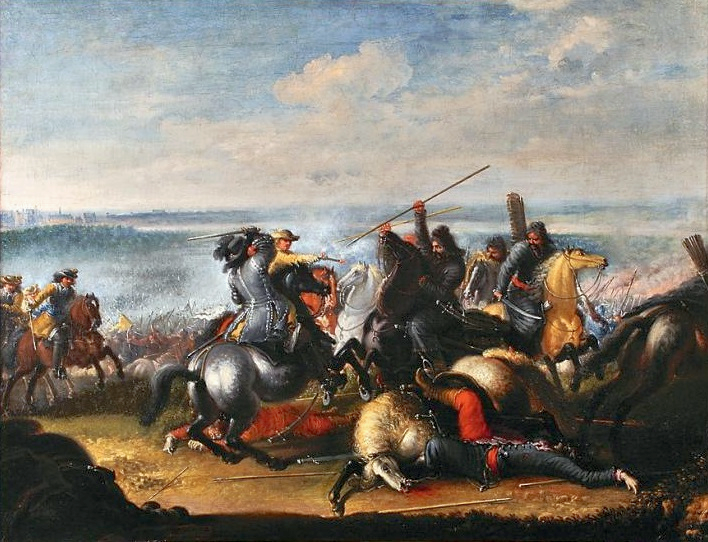
El Rei Carles X Gustau en un combat amb els Tàtars de Belarús prop de Varsòvia durant la Segona Guerra del Nord

El Tractat d'Oliva, el 3 de maig de 1660, posà fi a la disputa amb Polònia. Durant els combats (coneguts en la història de Polònia com el Diluvi) Polònia perdé aproximadament un terç de la seva població i la condició de gran potència. La mediació de França permeté la pau entre Suècia i l'Elector de Brandenburg. Les parts acordaren reconèixer la sobirania de Suècia sobre la Livònia i la de Brandenburg sobre el Ducat de Prússia; el rei de Polònia renuncià a futures reclamacions sobre la corona sueca. El tractat obligà a Dinamarca-Noruega a reprendre les negociacions directes amb Suècia. Finalment, en Tractat de Copenhagen, del 27 de maig de 1660, Suècia mantingué el control de les Terres d'Escània i la província noruega de Bohuslän, que Dinamarca-Noruega ja havia cedit dos anys abans en el Tractat de Roskilde, però Suècia hagué de retornar la província noruega de Trøndelag i l'illa danesa de Bornholm que havia obtingut a Roskilde. Dinamarca hagué de reconèixer la independència dels Ducs de Holstein-Gottorp. La Guerra russosueca (1656-1658) finalitzà el 2 de juliol de 1661 en el Tractat de Cardis, el Tsar Aleix de Rússia cedí les següents províncies bàltiques a Suècia: Íngria, Estònia i Kexholm.
D'aquesta manera, Suècia es convertí en una gran potència i en un dels estats més extensos d'Europa, controlant dues vegades més territori que la Suècia actual. L'Imperi Suec tenia en aquells moments una superfície de 1,100,000 km². Mentre la Suècia moderna limita amb el Bàltic, durant el segle xvii el Bàltic era el nexe d'unió entre els dispersos Dominis de Suècia. Totes les illes del Bàltic, excepte les més properes a Dinamarca, eren controlades pels suecs. Els estuaris de tots els grans rius alemanys, dues terceres parts del Llac Ladoga i la meitat del Llac Peipus estaven sota control suec. Estocolm, la capital, es convertí en el centre de l'Imperi, la segona ciutat del qual era Riga a l'altra riba del mar. L'Imperi Suec tenia una població de 2,500,000 i una densitat de 2.3 habitants per quilòmetre quadrat. No obstant això, l'expansió sueca fou possible gràcies a la debilitat i la inestabilitat dels seus veïns, els quals s'afanyaren a recuperar els seus antics territoris quan esdevingueren més estables internament.

## Derrota danesa

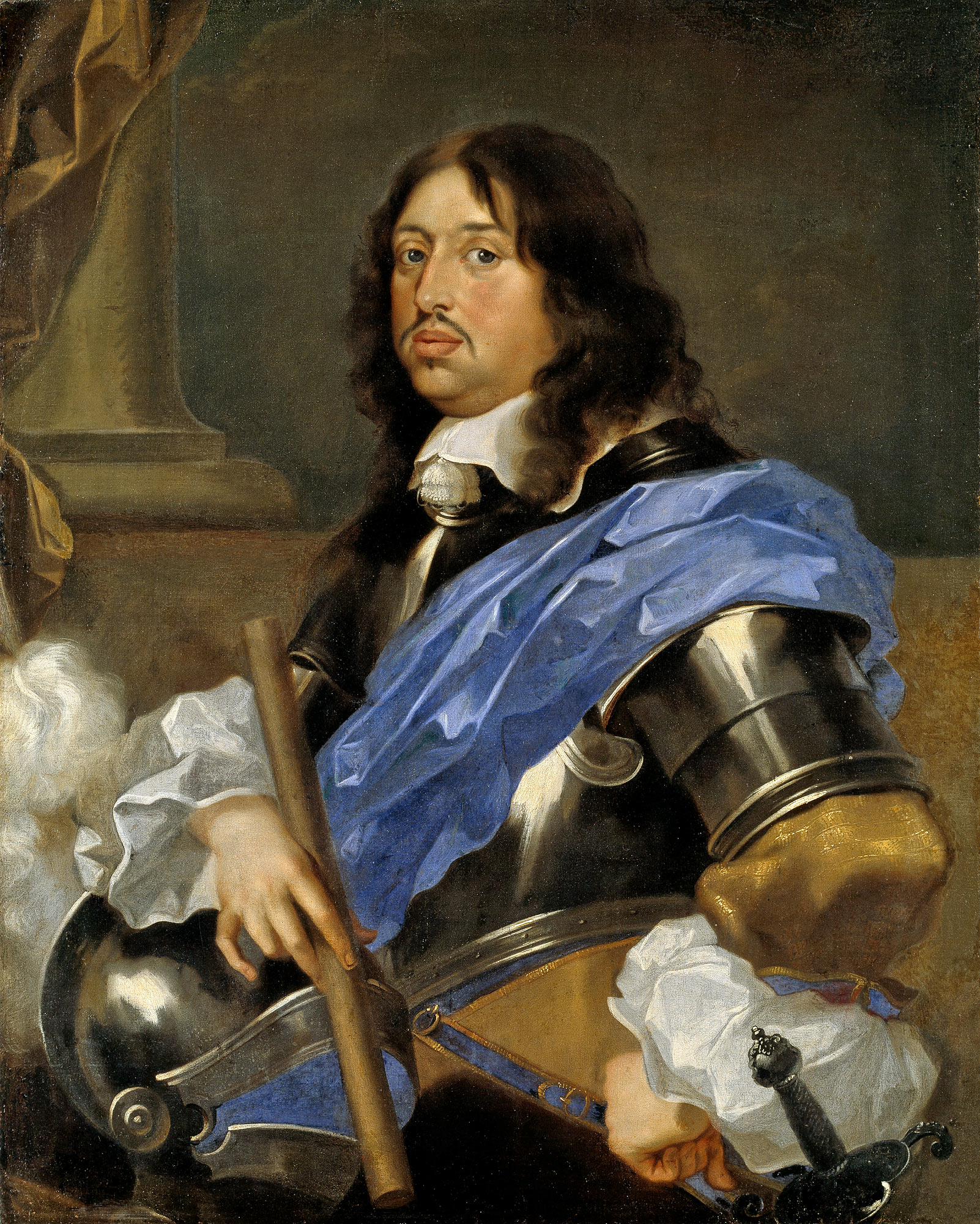
El rei Carles X Gustau

Suècia obtingué una considerable influència política, però es veié afectada per la pèrdua de prestigi moral. Amb l'ascens de Carles X Gustau, el 1655, els veïns de Suècia podrien haver esdevingut els seus aliats; no obstant això, les pèrdues territorials combinades amb la pèrdua de llibertat religiosa debilitaren els seus vincles amb Suècia. A la mort de Carles X Gustau, cinc anys després, Suècia no només havia danyat els territoris recentment incorporats sinó que s'havia guanyat l'odi dels estats circumdants per la seva poc vigorosa i entusiasta defensa del Protestantisme. Carles X Gustau intentà guanyar-se el favor de Brandenburg a través de la divisió de Polònia, però no ho aconseguí i creà un rival, tant perillós com Dinamarca-Noruega, a l'oest.
El 1660, després de cinc anys de guerra, Suècia obtingué la pau i l'oportunitat per organitzar i desenvolupar el seu vast imperi. Desafortunadament, la regència de quinze anys que generà la mort de Carles X Gustau impossibilità explotar al màxim el potencial suec. L'administració es trobava profundament dividida i debilitada per la incapacitat dels seus membres. Els dos grans rivals s'agruparen en dues faccions, la militar-aristocràtica liderada per Magnus Gabriel De la Gardie i la partidària de la pau i el comerç liderada per Johan Gyllenstierna. El partit aristocràtic prevalgué i instaurà una laxitud moral que degradà el país a ulls dels seus veïns. L'administració es caracteritzà per la mandra i la falta de lideratge, fet que comportà la desatenció dels afers d'estat. A més a més, la corrupció del govern convertí a Suècia en un estat mercenari al servei d'altres monarquies. Les "polítiques de subsidi", que tingueren lloc a partir del Tractat de Fontainebleau de 1661, en el qual s'estipulava que a canvi d'una suma de diners els suecs donarien suport al candidat francès al tron polonès. Suècia es debatia entre donar suport a les pretensions de Lluís XIV de França sobre els Països Baixos espanyols, o bé donar suport als seus rivals. La facció anti-francesa prevalgué, i l'abril de 1668 Suècia s'integrà a la Triple Aliança, la qual acabà posà punt final a les reivindicacions franceses en el Tractat d'Aquisgrà. Durant els quatre anys següents, Suècia feu honor a la seva paraula; però el 1672 Lluís XIV aconseguí aïllar les Províncies Unides i obtingué el suport suec. El 14 d'abril de 1672 se signà el Tractat d'Estocolm, en el qual Suècia es comprometia a donar suport als interessos francesos sobre les Províncies Unides a canvi de 400.000 riksdaler l'any, en temps de pau, i 600.000 en temps de guerra.